# 布萊爾斯 (密西西比州)
布萊爾斯（英語：Briers）是位於美國密西西比州亞當斯縣的鬼鎮。

## 歷史
布萊爾斯的郵局於1892年設立，其後於1923年停運。

## 地理
布萊爾斯所處的海拔為高於海平面19米（即62英呎），而該地所採用的時區為UTC-6，即北美中部時區（CST）。同時該地設有夏令時間，為UTC-6調快一小時，即UTC-5（CDT）。